# Lulzim Tafa
Vous pouvez aider à l'améliorer ou bien discuter des problèmes sur sa page de discussion.
- Il ne s’appuie pas, ou pas assez, sur des sources secondaires ou tertiaires. (Marqué depuis mars 2020)
- Il est orphelin : moins de trois articles lui sont liés. Aidez à ajouter des liens en plaçant le code [[Lulzim Tafa]] dans les articles relatifs au sujet. (Marqué depuis mars 2020)

- Archive Wikiwix
- Bing
- Cairn
- DuckDuckGo
- E. Universalis
- Gallica
- Google
- G. Books
- G. News
- G. Scholar
- Persée
- Qwant
- (zh) Baidu
- (ru) Yandex
- (wd) trouver des œuvres sur Wikidata

Pour les articles homonymes, voir Tafa.
Œuvres principales
Teuta
Lulzim Tafa, né le 2 février 1970 à Lipjan, au Kosovo, est un éducateur, professeur et poète kosovar. Il est recteur de l'AAB University (en) du Kosovo. 

## Biographie

### Jeunesse
Lulzim Tafa est né à Lipjan près de Prishtina, la capitale de la République du Kosovo.
Il termine ses études primaires et secondaires à Lipjan. Il est diplômé de la Faculté de droit de Université de Pristina (1969–99) (en). Il a terminé ses études doctorales à la Faculté de droit de l'Université de Sarajevo pour obtenir le titre de docteur en sciences juridiques.

### Littérature
Tafa a occupé des postes dans la hiérarchie universitaire, y compris des postes universitaires de direction dans des centres de recherche et des départements universitaires. Il a été membre de comités de rédaction de revues scientifiques et membre de conseils d'organisations dans les domaines du droit, de la criminologie, des droits de l'homme et de la protection des animaux. Il est recteur de l'Université AAB, la plus grande université non publique de la région occidentale des Balkans.
Il a fondé le Centre de protection des droits de l'homme de l'Université AAB, ainsi que le Centre culturel et le théâtre professionnel Faruk Begolli. Il a créé cinq prix internationaux, dont le prix international des arts et de la littérature Ali-Podrimja.
Tafa s'engage à éduquer les élèves ayant des besoins spéciaux et des minorités. En 2012, le magazine Euromenager et l'Union Européenne de Gestion l'ont élu au poste de Manager de l'année dans le domaine de l'éducation.
Il a publié des livres et des monographies dans le domaine du droit. Il est chroniqueur pour divers journaux, magazines et portails d'information nationaux et internationaux.

### Poète
En tant que poète, Lulzim Tafa appartient à la génération des poètes des années 90, lorsque les guerres ont éclaté à la suite de la dissolution de l'ancien Yougoslavie. Il a commencé à écrire de la poésie en tant qu'élève du primaire. Ses premiers poèmes ont été publiés dans des revues littéraires scolaires. Son premier livre de poésie a été publié alors qu'il était étudiant à l'université. Au cours de la guerre au Kosovo en 1999, il était au Kosovo lorsque tous ses biens ont été incendiés avec sa maison familiale, y compris sa bibliothèque, ses photos et ses souvenirs, et notamment plus de 300 poèmes manuscrits.
Après la guerre, il a continué à écrire de la poésie, à travailler pour les droits de l'homme et la liberté, et à promouvoir la paix et la liberté pour tous.
Son occupation principale et vitale est la littérature. Il est l'auteur de livres et recueils de poèmes, de prose et de critique littéraire. Ses poèmes sont traduits en plusieurs langues, dont l'anglais, l'allemand, l'italien, le serbe, le croate, le monténégrin, le bosniaque, le roumain, le français, l'arabe, le grec, le turc et le suédois. Ils sont inclus dans les anthologies. Des éditeurs internationaux ont traduit et publié ses livres.
Il est l'un des poètes les plus célèbres d'Albanie et le plus traduit. Il est membre de l'Académie européenne des sciences et des arts. Lulzim tafa carroon.jpg 

## Prix et distinctions

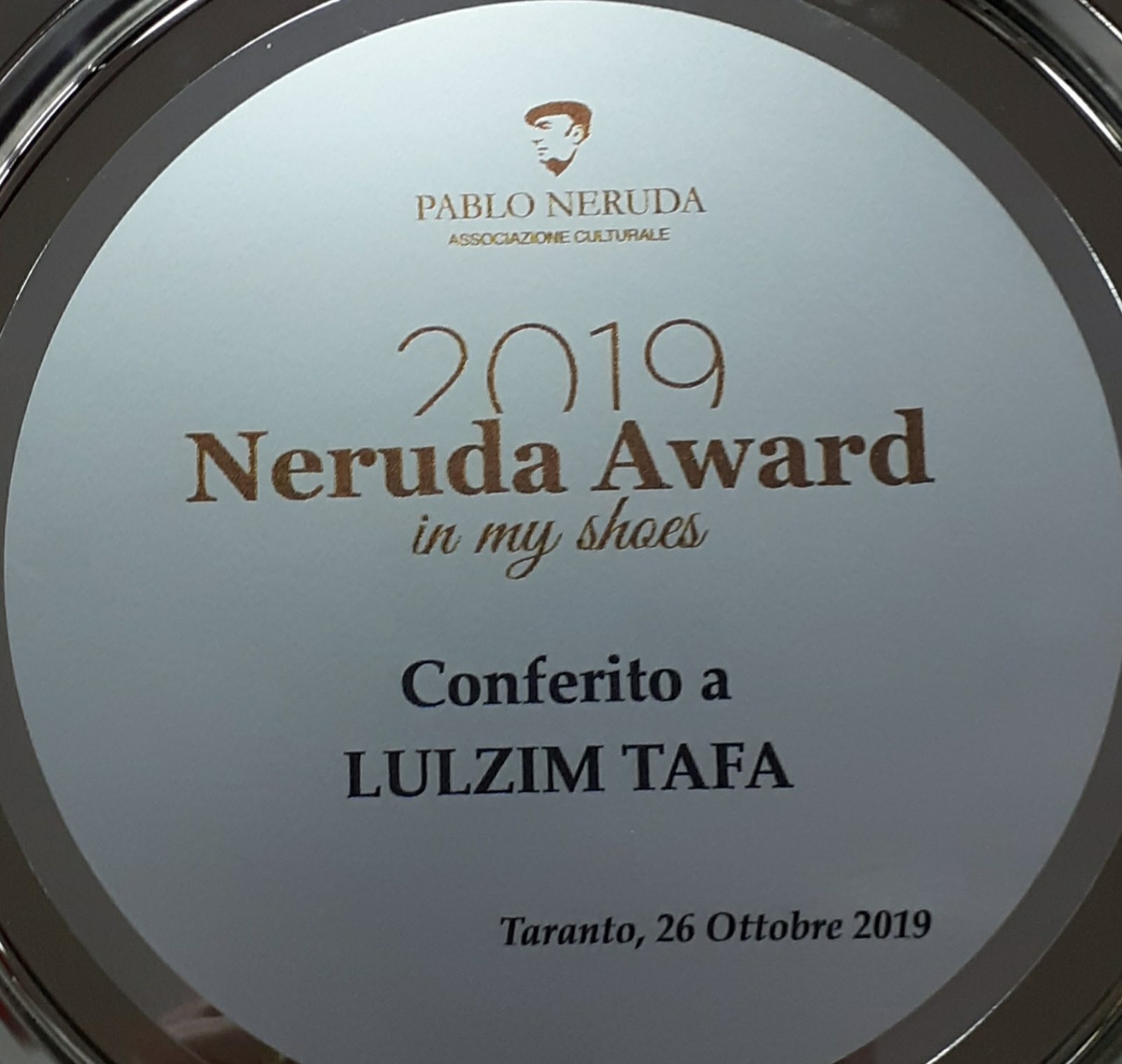
neruda awards

- Prix international de littérature Association des éditeurs Ramadan Sinani, Salon du livre, Tetovo, 2017
- Prix international de littérature Radovan-Zogoviiq, Monténégro, 2017
- Médaille présidentielle du mérite du Kosovo, Kosovo, 2018
- Prix international Mihai-Eminescu, Roumanie, 2018
- Prix international Neruda Awards, Italie, 2019
- Prix international de littérature Naji-Namad, Liban, 2019

## Œuvres
- Le sang ne devient pas de l'eau - recueil de poèmes, Renaissance, Pristina 1993
- Grief Metaphor - recueil de poèmes, Renaissance, Pristina 1995
- Planet Babylon - poème dramatisé, Renaissance, Prishtina 1997
- La mort mène aux mots - recueil de poèmes, Pristina, 1998
- Analogie de la laideur - recueil de poèmes, Faik Konica, Prishtina, 2002
- J'ai encore deux mots, Faik Konica Press, Pristina, 2011
- Mettez ces mots ensemble - recueil de poèmes, Faik Konica, Prishtina 2015
- Traumausstellung - poésie, Amanda Verlag, Sinaia 2013
- Terrible Songs, Gracious Light, New York, 2013
- Under manen sover tiderna, poésie, Erik Hans Forlag, 2012
- Expozitie de vise, poésie, Amanda Edit, 2012
- The Theory of L'explication des Rêves, poésie, Esprit Des Eagles, 2013
- Vraziji Posao, poésie, Djordan Studio, 2015
- La cronica di una santa guerra, poésie, Ginta Latina, 2013
- Pièces Zavjetne, poésie, Dignitas, Podgorica, 2016
- Packaging Mercy - recueil de poèmes, Luma Graphic, Tetovo 2017
- Teuta, poésie, Grinta, 2018
- Come Out With Im Bolka - recueil de poèmes, Akademski Pecat, 2018
- We Won't Nedeljom - recueil de poèmes, Allma, Blegrade 2018
- Flirt poésie, AAB Publications, Pristina 2019  (ISBN 978-9951-494-87-8)
- Ne m'appelez pas le dimanche, poésie Armageddon, Pristina 2019  (ISBN 978-9951-780-16-2)
- Szokatlan ima, poésie en Budapest hongrois 2019  (ISBN 9786156033024)
- Pas un cliché, poésie en slovène, Ljubljana 2020  (ISBN 978-9616-388-740)